# Odert
Odert ist ein Dorf und Ortsbezirk der verbandsfreien Gemeinde Morbach im Hunsrück in Rheinland-Pfalz. Er ist mit etwa 100 Einwohnern (2019) der kleinste Ortsteil der Gemeinde Morbach.

## Geographie
Odert liegt südwestlich von Morbach in der Nähe der Hunsrückhöhenstraße. Zum Ortsbezirk Odert gehören auch die Wohnplätze Oderterhaus und Oderterhof.

## Geschichte
Odert wird als Odinroth erstmals 1276 urkundlich erwähnt, als es Nikolaus, Vogt von Hunolstein vom Graf Heinrich von Salm erhielt.
Das Linke Rheinufer wurde 1794 im ersten Koalitionskrieg von französischen Revolutionstruppen besetzt. Von 1798 bis 1814 war Odert ein Teil der Französischen Republik (bis 1804) und anschließend des Napoleonischen Kaiserreichs, zugehörig dem Saardepartement, Arrondissement Birkenfeld, Kanton Rhaunen. Auf dem Wiener Kongress (1815) kam die Region an das Königreich Preußen, der Ort wurde 1816 dem Regierungsbezirk Trier, Kreis Bernkastel, Bürgermeisterei Morbach (ab 1927 Amt Morbach, ab 1968 Verbandsgemeinde Morbach) zugeordnet.
Nach dem Ersten Weltkrieg gehörte das Gebiet zum französischen Teil der Alliierten Rheinlandbesetzung. Nach dem Zweiten Weltkrieg wurde Odert innerhalb der französischen Besatzungszone Teil des damals neu gebildeten Landes Rheinland-Pfalz.
Am 31. Dezember 1974 wurde aus der bis dahin eigenständige Ortsgemeinde Odert mit zu diesem Zeitpunkt 98 Einwohnern und den anderen 18 Ortsgemeinden der Verbandsgemeinde Morbach die verbandsfreie Gemeinde Morbach (Einheitsgemeinde) gebildet.

## Politik

### Ortsbezirk
Odert ist gemäß Hauptsatzung einer von 19 Ortsbezirken der Gemeinde Morbach. Er wird politisch von einem Ortsbeirat und einem Ortsvorsteher vertreten.
Der Ortsbeirat von Odert besteht aus fünf Mitgliedern, die bei der Kommunalwahl am 9. Juni 2024 in einer Mehrheitswahl gewählt wurden, und dem ehrenamtlichen Ortsvorsteher als Vorsitzendem.
Frank Derstappen wurde am 14. August 2019 Ortsvorsteher von Odert. Bei der Stichwahl am 14. Juni war er mit einem Stimmenanteil von 50,82 % gewählt worden, nachdem bei der Direktwahl am 26. Mai 2019 keiner der Bewerber eine ausreichende Mehrheit erreicht hatte. Bei der nächsten Direktwahl am 9. Juni 2024 wurde er als einziger Bewerber mit 83,78 % für weitere fünf Jahre in seinem Amt bestätigt.
Seine Vorgänger waren seit 2014 Erwin Pfeiffer und seit 2009 Günter Schmitz.

### Wappen
Das Wappen von Odert zeigt in der oberen Hälfte ein schwarzes Hufeisen auf silbernem Grund. Darunter, auf grünem Grund, zwei gekreuzte Rodehacken. Das Hufeisen ist ein altes bäuerliches Glückssymbol. Die Rodehacken verweisen auf den Ortsnamen, der 1276 noch mit »Odinroth« benannt wurde und so viel wie »Rohdung des Udo« bedeutet. Heute ist die Endung »roth« zu »rt« zusammengezogen.